# Love Sick: The Series - Rak wun wai run saep
Love Sick: The Series - Rak wun wai run saep (Love Sick The Series รักวุ่น วัยรุ่นแสบ; titolo internazionale Love Sick: The Series) è una serie televisiva thailandese trasmessa su Channel 9 MCOT HD dal 6 luglio 2014, adattamento della graphic novel "Love Sick - Chunlamun num kangkeng namngoen" (Love Sick ชุลมุนหนุ่มกางเกงน้ำเงิน, lett. Love Sick - Le vite caotiche dei ragazzi in pantaloncini blu) di Hed.
Per trovare nuovi attori per la seconda stagione della serie è stato realizzato il programma televisivo "Love Sick: The Series - Freshy Camp"; molti dei partecipanti hanno partecipato anche alle riprese della serie "sorella" The School - Rong rian puan - Kuan nak rian saep (insieme ad altri interpreti del cast originale di "Love Sick").
Dopo tre anni dalla fine delle trasmissioni, il 26 maggio 2018 è stata annunciata una terza stagione, che vedrà il ritorno della maggior parte degli attori protagonisti.

## Trama
Noh è il presidente del club di musica della scuola, nonché fidanzato di Yuri. Quando si accorge che il budget del suo gruppo gli è stato ridotto, chiede a Phun, segretario del consiglio studentesco e fidanzato di Aim, se è possibile fare qualcosa per sistemare i conti. Phun gli promette di sistemare la faccenda se si presta a far finta di essere il suo fidanzato per poter così evitare un matrimonio combinato che il padre vorrebbe organizzare con un'altra ragazza, ma piano piano tra i due l'amore scoccherà davvero.

## Personaggi ed interpreti

### Principali
- Noh (stagioni 1-2), interpretato da Chonlathorn Kongyingyong "Captain".
Studente del Friday, dove è il presidente del club di musica. È il fidanzato di Yuri, ma ben presto si innamora di Phun.
- Phun (stagioni 1-2), interpretato da Nawat Phumphothingam "White".
Studente del Friday, dove è il segretario del consiglio studentesco. È il fidanzato di Aim, benché si innamori di Noh, e il fratello di Pang.

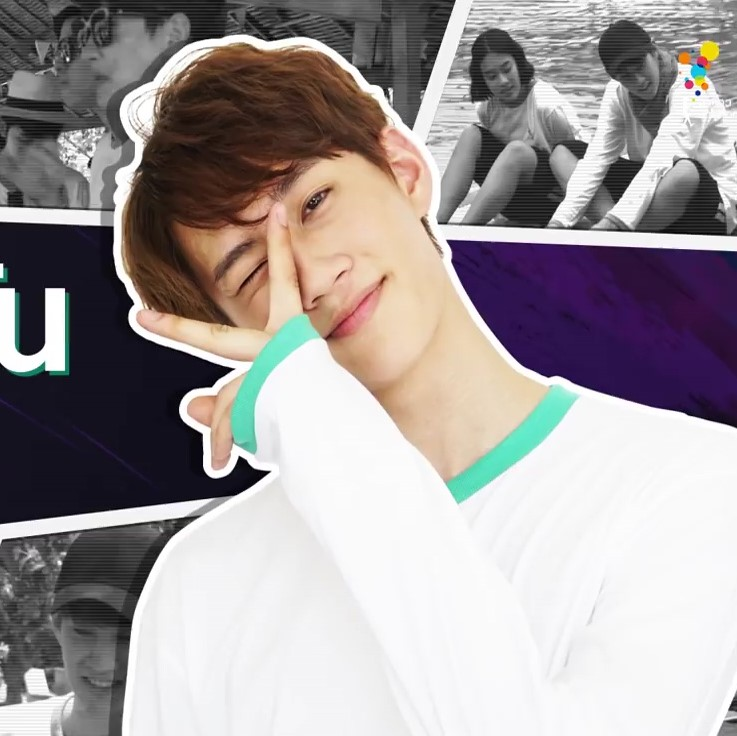
Chonlathorn Kongyingyong
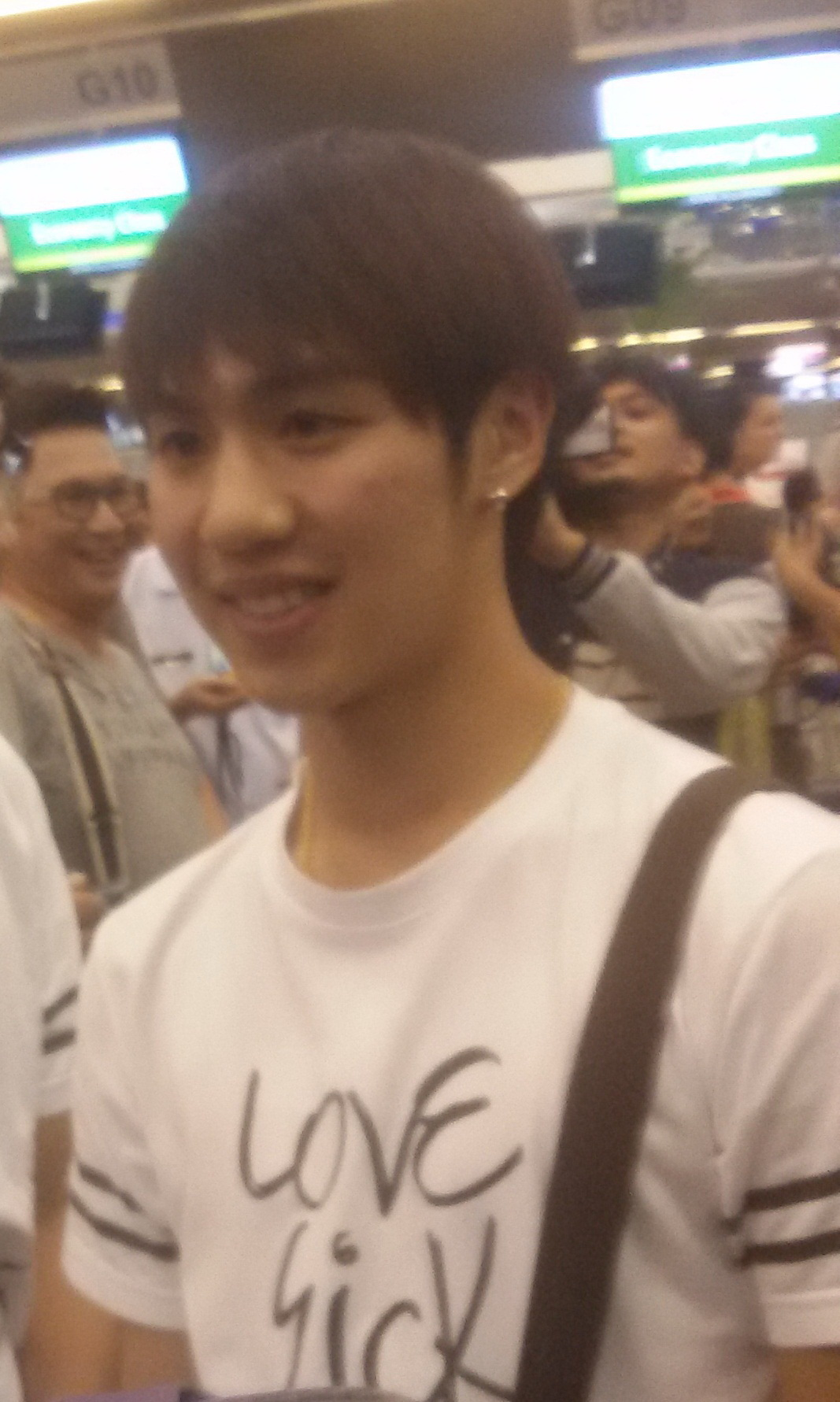
Nawat Phumphothingam

### Ricorrenti
- Yuri (stagioni 1-2), interpretata da Pannin Charnmanoon "Pineare".
Fidanzata di Noh, è quasi ossessionata dal passare il tempo con il suo ragazzo.
- Aim (stagioni 1-2), interpretata da Primrose Chindavanich "Prim".
Fidanzata di Phun, del quale è molto gelosa, benché saltuariamente lo tradisca.
- Earn (stagioni 1-2), interpretato da Anupart Luangsodsai "Ngern".
Amico di Noh, per il quale da tempo ha una cotta profonda.
- Pete (stagioni 1-2), interpretato da Vachiravit Paisarnkulwong "August".
Amico di Earn, è sempre pronto ad aiutarlo quando lo vede soffrire per i suoi sentimenti.
- Jeed (stagioni 1-2), interpretata da Nungira Hanwutinanon "Gale".
Di famiglia non ricca, cerca un fidanzato che le possa far fare la bella vita.
- Khom/Sharp (stagioni 1-2), interpretato da Nontapan Chuenwarin "Pluem".
Ragazzo del club di nuoto e compagno di classe di Noh, viene scaricato da Jeed quando capisce che è povero.
- Pang (stagioni 1-2), interpretata da Nuchanart Veerakaarn "Puaen".
Sorella minore di Phun e amante dei manga yaoi, con le amiche tende a romanticizzare i ragazzi molto amici tra loro.
- Pop (stagioni 1-2), interpretato da Ausavapat Ausavaterakul "New".
Amico di Shay, con il quale è divenuto famoso nei social come fossero una coppia gay.
- Shay (stagioni 1-2), interpretato da Sirikiet Saejea "Tex".
Amico di Pop, con il quale è divenuto famoso nei social come fossero una coppia gay.
- Nueng (stagioni 1-2), interpretato da Vittawat Tichawanich "Palm".
Ragazzo ricco del club di nuoto, donnaiolo e con una forte antipatia per Khom.
- Taengmo/Mo (stagioni 1-2), interpretata da Sita Maharavidejakorn "Puyfah".
Ragazza che convive con il fidanzato Moan, anche se il loro è un rapporto quasi sempre litigioso.
- Moan (stagioni 1-2), interpretato da Patcharawat Wongtossawatdi "Mark".
Ragazzo che convive con la fidanzata Mo, anche se il loro è un rapporto quasi sempre litigioso.
- Per (stagione 2), interpretato da Harit Cheewagaroon "Sing".
Amico fin dall'infanzia di Win, con la fama di donnaiolo.
- Ohm (stagione 2), interpretato da Chupawit Dejyanakorn "Chup" (stagione 1) e Napian Permsombat "Na" (stagione 2).
Migliore amico di Noh e vicepresidente del club di musica.
- Golf (stagione 2), interpretato da Suppharoek Miphian "Yolk" (stagione 1) e Leeyawanich Nattapol "Tye" (stagione 2).
Innamorato di Mo, benché consapevole che lei preferisca Moan.
- Mawin/Win (stagione 2), interpretato da Tharathon Phumphothingam "Oat".
Amico fin dall'infanzia di Per, segretamente gay e innamorato di lui da sempre.
- Mick (stagione 2), interpretato da Thitipat Pookboonsherd "Min".
Uno dei ragazzi nuovi del club di musica, dove viene preso sotto l'ala protettiva di Ohm.
- Arm (stagione 2), interpretato da Premanan Sripanich "Fifa".
Insegnante di educazione fisica, quando Mick era piccolo i due erano amici.
- James (stagione 2), interpretato da Chaiya Jirapirom "Kai".
Studente del Friday, cerca di far colpo su Ohm.
- Aek (stagione 2), interpretato da Garnpaphon Laolerkiat "Game".
L'ultimo amante di Aim.
- Mark (stagione 2), interpretato da Theewara Panyatara "Bank".
Studente del Friday, cerca di far colpo su Win.
- Nongnan (stagioni 1-2), interpretata da Samantha Melanie Coates "Sammy".
Studentessa del convento, ha una cotta per Ohm, nonostante quest'ultimo cerchi sempre di evitarla.
- Grace (stagioni 1-2), interpretata da Arkomdhon Pithchicha "Phier".
Una delle migliori amiche di Jeed. Quando capisce che quest'ultima è povera, cerca in ogni modo di umiliarla.
- Lhew (stagioni 1-2), interpretata da Nalurmas Sanguanpholphairot "Dai".
Una delle migliori amiche di Jeed.
- Film (stagioni 1-2), interpretato da Chanagun Arpornsutinan "Gunsmile".
Vicepresidente del club di musica.
- Poom (stagioni 1-2), interpretato da Jirakit Kuariyakul "Toptap".
Membro del club di musica, a volte parla in un dialetto del sud.

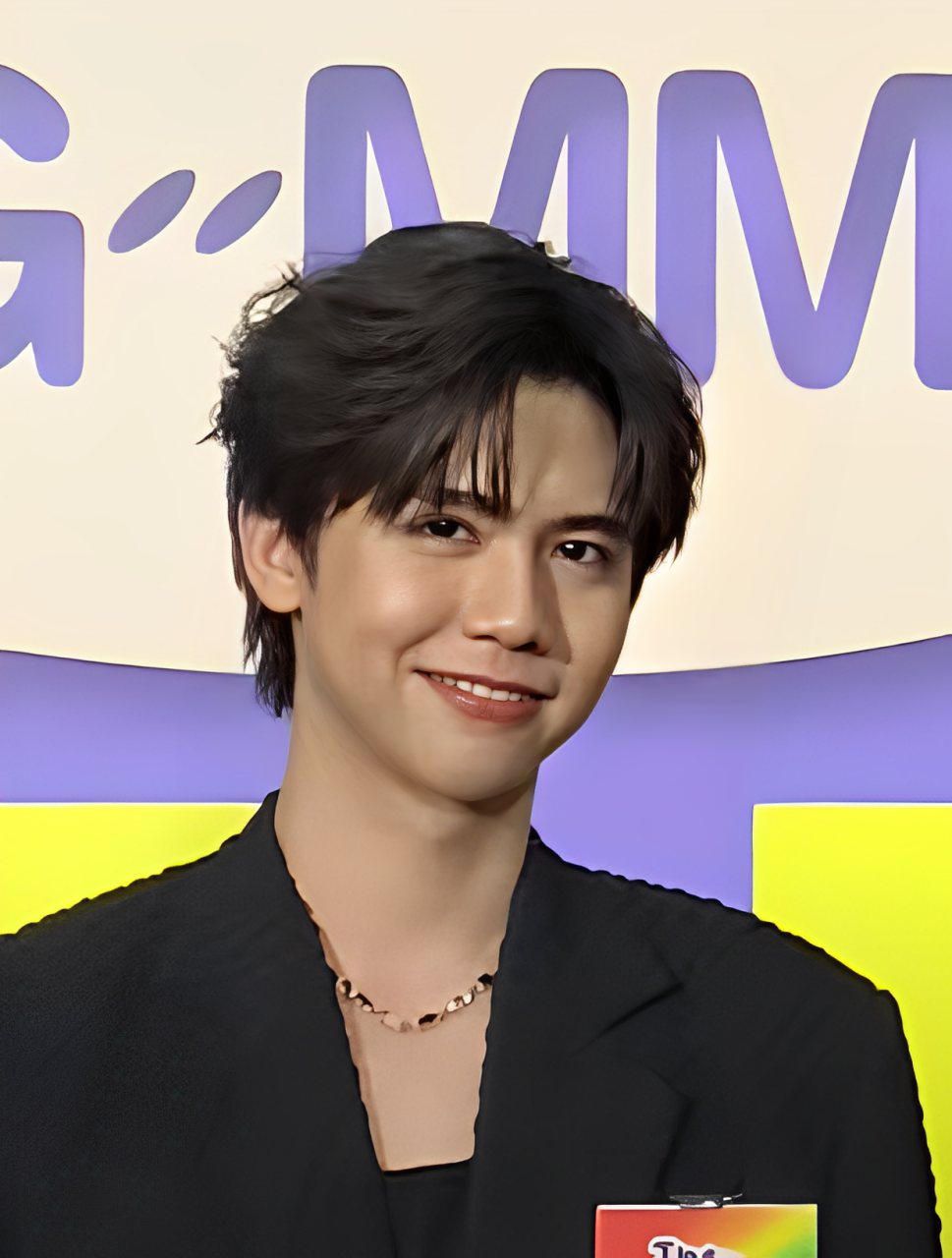
Harit Cheewagaroon
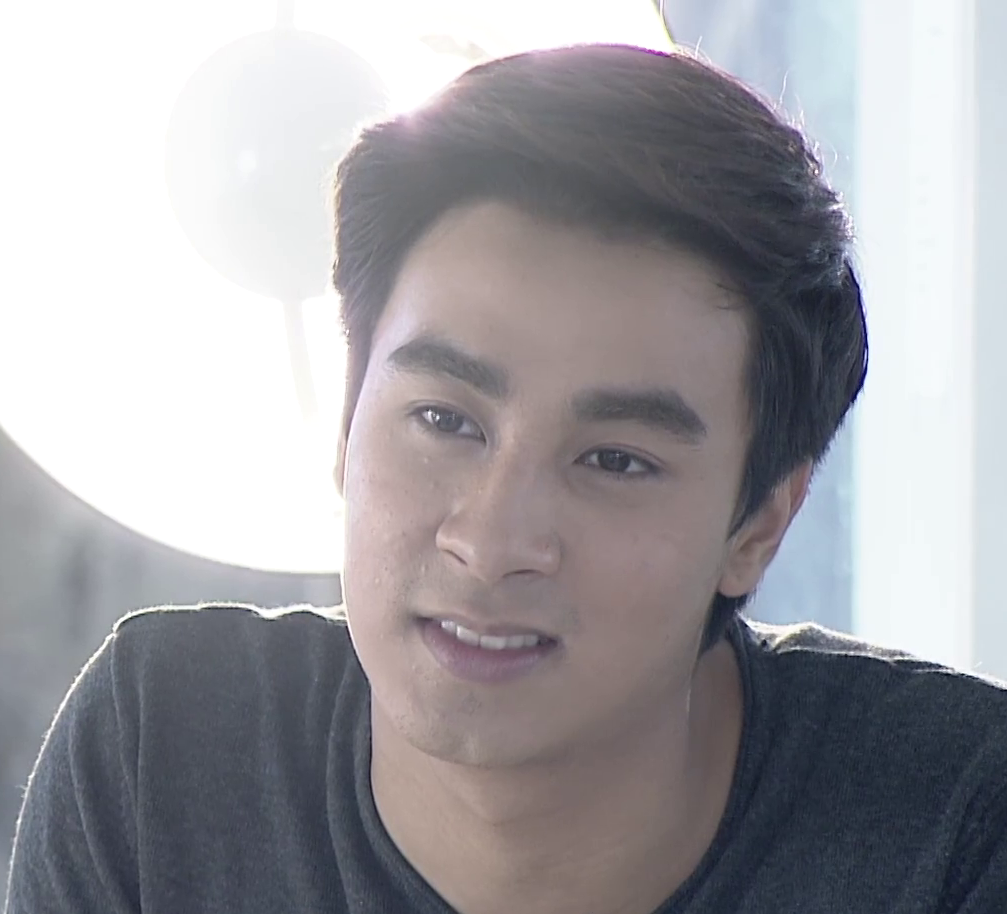
Premanan Sripanich

## Episodi
| Stagione         | Episodi | Prima TV |
| ---------------- | ------- | -------- |
| Prima stagione   | 12      | 2014     |
| Seconda stagione | 36      | 2015     |

Esistono inoltre delle clip aggiuntive della durata di pochi minuti, esterne agli episodi, pubblicate in esclusiva su KakaoTalk e correlate alle puntate della seconda stagione.

## Colonna sonora
- Boy Sompob - Sun (Shake)
- Cast della serie - Sun (Shake)
- Chonlathorn Kongyingyong - Khor rong
- Primrose Chindavanich - Leum pai reu plao
- Chanagun Arpornsutinan - Pahn
- Samantha Melanie Coates - Yung tum mai dai
- Ausavapat Ausavaterakul - Kae tao nun
- Anik Kornkulchat e Pantita Kongsomtith - Harkchantai
- Cast minore della serie - Is This Love
- Anupart Luangsodsai - Siang tee plian
- Cast femminile della serie - Sai tah yao
- Vachiravit Paisarnkulwong - Yahk gep tur wai tung saung kon
- Nungira Hanwutinanon, Nalurmas Sanguanpholphairot e Manassanant Arkomdhon - Yah kao jai chun pit
- Nawat Phumphothingam e Chonlathorn Kongyingyong - Hua jai mee piang tur
- Vonthongchai Intarawat - Pradtoo
- Nat Sakdatorn e Vonthongchai Intarawat - Rak mai mee ngeuan kai

## ReminderS
Nel 2019 Line TV realizza ReminderS, una miniserie di 3 episodi che si impone come crossover spirituale tra questa serie e Love by Chance.